# Trust (2010)
Trust (Brasil: Confiar / Portugal: Trust - Perigo Online) é um filme de drama norte-americano de 2010 dirigido por David Schwimmer. Estrelado por Liana Liberato, que atua ao lado de Clive Owen e Catherine Keener. O filme conta a história de uma adolescente que sofre abuso sexual após se envolver com um homem que conheceu num chat da internet.

## Enredo
Annie Cameron (Liana Liberato) é uma garota de 14 anos que vive com os pais Will (Clive Owen) e Lynn (Catherine Keener) e seu irmão Peter  (Spencer Curnutt) e Kate (Aislinn DeButch) no subúrbio de Chicago. Em seu aniversário, Annie - que tem uma relação saudável com a família - ganha de presente um MacBook. Ao entrar em uma sala de bate-papo, conhece um garoto chamado Charlie (Chris Henry Coffey) e rapidamente envolve-se virtualmente com ele. Após alguns meses conversando - e de ser bastante grata por Charlie ter lhe dado conselhos que a fizeram entrar para o time de vôlei na escola - Charlie diz não ter 16 anos, mas sim 20. Annie lida com isso e eles continuam conversando, até que Charlie, novamente, a surpreende e revela ter 25 anos de idade. Annie, que conversa dia e noite por telefone e computador com Charlie, se de que a idade não importa e que eles estão apaixonados. Após marcar um encontro às escondidas com Charlie, Annie descobre que ele é um sujeito de, no mínimo, 35 anos. Por amá-lo, Annie aceita dar um passeio pelo shopping com Charlie e, quando ela entra no carro, ele lhe passa uma sacola de compras que contém uma lingerie. Annie aceita experimentar e vai para o motel com ele. Charlie tira a virgindade de Annie - inicialmente contra sua vontade - e confidencia o fato apenas à sua amiga Brittany (Zoe Levin).
Alguns dias se passam e Annie fica cada vez mais deprimida ao perceber que Charlie não responde suas mensagens. Brittany fica preocupada e diz o que aconteceu à conselheira da escola, que imediatamente chama a polícia e a leva ao hospital para coletar provas do estupro. Ao juntarem o caso de mais três garotas que tiveram o mesmo destino que Annie pelo mesmo homem, iniciam uma investigação do FBI. Seus pais pedem sua ajuda para que consigam achar e prender Charlie - que vive em um estado diferente - e Annie aceita, apesar de dizer que não foi estupro e que ela permitiu isso. Annie liga para Charlie e ele, meio desconfiado, pega o número de telefone de Lynn - a mãe de Annie - em seu site - já que ela é corretora - e liga bem na hora em que ela está ao lado de Annie enquanto eles estão tentando rastrear a ligação e Annie ter dito que seus pais não estavam em casa. Charlie nunca mais entra em contato.
Annie começa a frequentar uma terapeuta, a Gail Friedman (Viola Davis) e, mesmo depois de um tempo, vê sua família arruinada. Seu pai fica obcecado em achar Charlie até quase ir a loucura e seu desempenho no trabalho começa a ficar realmente ruim porque ele não consegue parar de pensar na filha, e sua mãe está triste na maior parte do tempo. Annie finalmente admite ter sido estuprada quando, aos poucos, percebe a verdade.
No jogo de vôlei de Annie, seus pais comparecem e Will reconhece um homem que viu nas fotos de estupradores da redondeza e, como ele acha poder ser Charlie e percebe o homem tirando fotos das garotas na quadra, derruba o sujeito e bate nele, até que ele descobre que, na verdade, o suposto Charlie estava só tirando fotos de sua filha, que também faz parte do time de vôlei. Annie briga e se afasta mais ainda de seu pai após o ocorrido e parece chegar ao limite quando, além do bullying que sofre na escola por todos saberem o que aconteceu, encontra uma montagem de mau gosto onde dizem que ela gostou de ter sido estuprada. Annie chega em casa e toma inúmeros comprimidos e fica na banheira até fazer efeito. Will, que estava em casa e não viu a filha chegar, corre para o banheiro e arromba a porta após receber o telefonema de sua esposa dizendo para checar se era verdade o que todos estavam dizendo - que Annie havia se despedido virtualmente, dizendo que ia cometer suicídio etc. Will salva Annie e convida Brittany - que volta a ser a melhor amiga de Annie - para passar a noite e fazer alguma companhia à amiga.
Na manhã seguinte, Annie perdoa seu pai pelo seu comportamento e eles, aos poucos, voltam a ser a família feliz que sempre foram. Junto ao irmão Peter, que vem da faculdade e faz algumas visitas.
Na cena final dos créditos, com Charlie - que, na verdade, se chama Graham Weston - não sendo pego, descobrimos que ele é um homem comum, vivendo em uma família comum e com um trabalho de professor.

## Elenco
- Clive Owen como Will Cameron
- Catherine Keener como Lynn Cameron
- Liana Liberato como Annie Cameron
- Jason Clarke como Doug Tate
- Viola Davis como Gail
- Noah Emmerich como Al Hart
- Chris Henry Coffey como Charlie/Graham Weston
- Zoe Levin como Brittany

## Produção
O filme foi filmado em Michigan e lugares como  Dexter, Plymouth e a Universidade de Michigan serviram de cenário.

## Recepção da crítica
Trust teve recepção mista por parte da crítica especializada. Com base de 18 avaliações profissionais, alcançou uma pontuação de 60% no Metacritic. Com um índice de 79% baseada em 66 avaliações, o Rotten Tomatoes chegou ao consenso: "O diretor David Schwimmer recebe boas performances angustiantes de alguns de seus atores, mas ele ainda não tem fôlego para manter totalmente a tensão da história.".